# Fransk Vestindisk Kompagni
Fransk Vestindisk Kompagni (frank: Compagnie des Indes occidentales) var et fransk handelskompagni etableret i 1664 af Jean-Baptiste Colbert med koncession til at drive handel i Ny Frankrig, Acadia, Antillerne, Cayenne og i Sydamerika fra Amazonas til Orinoco. Selskabets hovedkontor lå i Le Havre, og blev oprettet af Jean-Baptiste Colbert. Det eksisterede indtil 1674, hvorefter det blev opløst.
Selskabet havde handelsmonopol mellem disse steder og Frankrig.